# Občina Žetale
Občina Žetale je ena od občin v Republiki Sloveniji, ki se razprostira na jugozahodnem delu Haloz in meji na Hrvaško. Leži na severovzhodu Slovenije in se nahaja v tradicionalni pokrajini Štajerska in spada pod Podravsko statistično regijo. Ozemlje občine Žetale je izredno razgibano in so zanj značilna strma pobočja.  Sedež občine so Žetale. Posamezni vrhovi se vzpenjajo nad 400 metrov nadmorske višine. Razprostira se na 38 km2 površine gozdnatih Haloz, razpeta med najvzhodnejše ostanke Alp, 882 m visoko Donačko goro, Macelj in Resenik. Šestdeset odstotkov ozemlja občine Žetale pokrivajo gozdovi. Občina je v celoti hribovita, le ozke doline omogočajo normalno prometno povezavo s svetom. Središče občine je vas Žetale, kjer se nahajajo vse najpomembnejše ustanove: osnovna šola, ambulanta, pošta, krajevni urad, župnijski urad. Tu je tudi sedež novo nastale Občine Žetale, ki je bila ustanovljena 1. januarja 1999. Občino sestavlja pet zaselkov: Žetale, Čermožiše, Nadole, Kočice in Dobrina. V občini živi 1288 prebivalcev.

## Zastava in grb
Zastava in grb Žetal sta pretežno zeleno-rumena podoba z listi in plodovi pravega kostanja. Nad njim je na grbu grajski nasip, na katerem stojita ognjeni meč in tehtnica nadangela Mihaela.

## Znamenitosti
Pohodna pot Jožeta Žetalskega s prepadom na severni strani vodi iz Žetal na Donačko goro, mimo Resenika in Medgorja na vzhodni tretji vrh. Razgled sega na gozdnata pobočja Macelja, Resenika, Žetal, haloške vinograde in cerkev Marije Pomočnice.

## Cerkve
V žetalski dolini je kar nekaj cerkva. Cerkev svetega Boštjana iz leta 1415 je bila zgrajena v spomin na žrtve kuge. V bližini je romarska cerkev Marije Pomočnice iz leta 1725. V Žetalah stoji cerkev nadangela Mihaela iz leta 1426.

## Zgodovina
Žetale so v pisnih virih prvič omenjene že leta 1228. Leta 1371 je bil v Žetalah ustanovljen vikariat, leta 1563 pa župnija. Osnovna šola je v Žetalah začela delovati leta 1812. V preteklosti je v dolini Rogatnice potekala pomembna furmanska pot, kar je omogočalo tukajšnjemu prebivalstvu zaslužek in razvoj. Z uvedbo železnice v naše kraje je ta dejavnost zamrla in posledica tega je bila stagnacija in propadanje tega območja. Na vsem tem območju živi danes 1439 prebivalcev, kar je manj kot leta 1800 in več kot polovica manj kot leta 1961, ko število prebivalstva dosegalo približno 2800. 

## Gospodarstvo
Težnja upadanja števila prebivalcev se še ni ustavila. Tako drastično zmanjševanje števila prebivalstva je posledica težkih razmer gospodarjenja, predvsem kmetovanja in pa očitnega zapostavljanja tega območja, kakor tudi celotnih Haloz s strani širše družbene skupnosti. Občina spada med najrevnejše slovenske občine. Revščina in nerazvitost na tem območju je že pregovorna, vendar dobivajo ljudje tod nove ambicije. Z izredno pridnostjo, trmo in garanjem so se občani izkopali iz osebne revščine, ki je bila značilna v preteklosti, in približali svoj način življenja življenju razvitih. Ostala pa je družbena revščina in nerazvitost, še posebej na področju zobozdravstva, cestne infrastrukture, vodovodne napeljave, komunalne opremljenosti ter stanovanjske izgradnje. Nekateri načrti se že uresničujejo. Po tem, ko je nova šola že dograjena, gredo investicije predvsem za izgradnjo javnega vodovoda, modernizacijo cest, ureditev zdravstvenega varstva in drugega. Samo v nerazvitih občinah, kakršna je občina Žetale, še izglasujejo samoprispevek za izgradnjo šole, prisilno dajejo posojila Telekomu za izgradnjo telefona, sofinanciramo izgradnjo javnih cest in vodovodov v velikih zneskih, sofinanciramo izgradnjo elektroomrežja iz svojih žepov in sami obnavljamo kulturne spomenike. Ker se zavedajo, da si morajo najprej pomagati sami, vendar, naj jim država ne zameri, bodo vedno bolj glasno terjali tudi svoj delež, do katerega so kot obmejna, demografsko ogrožena občina, upravičeni. Pri teh zahtevah se bodo tudi v prihodnje povezovali s sosednjimi občinami in drugimi podeželskimi občinami s podobnimi problemi. Ko so pred štiridesetimi leti še imeli svojo prvotno občino, je bila v kraju redna zdravstvena, zobozdravstvena in celo babiška oskrba, policijska postaja, šola s 386 otroki, deloval je kamnolom, gozdno-gospodarski obrat, kmetijska zadruga, obrat pletarna z razvitim dopolnilnim delom doma in pridelavo vrbe. Kot že rečeno, je v občini takrat živelo 2800 ljudi, ki so imeli na voljo 200 delovnih mest. Z ukinitvijo občine so se začele seliti institucije, za njimi pa še gospodarski objekti. Jasno je, da so bili tudi drugi vzroki za upadanje števila prebivalstva, vendar je to, da se odločanje o temeljnih krajevnih zadevah prenese drugam, tudi eden izmed vzrokov počasnejšega razvoja in odseljevanja. Nerealno bi bilo reči, da tudi območje občine Žetale ni bilo deležno razvoja, vendar je bil žal počasnejši kot drugod. 

## Naselja v občini
Čermožiše, Dobrina, Kočice, Nadole, Žetale

## Gospodarstvo
Prebivalci občine Žetale se v glavnem ukvarjajo s kmetijstvom, kjer prevladuje živinoreja, nekaj je vinogradništva in sadjarstva. Težava je v tem, da v kraju ni delovnih mest. Večina občanov je zaposlena izven občine. Naravne danosti omogočajo razvoj turizma, ki je najbolj perspektivna gospodarska panoga občine. V začetku se v občini želijo osredotočiti na pohodništvo, kasneje pa razvoj kmečkega turizma in vinotočev. Zastavljene cilje naj bi bilo mogoče dolgoročno uresničiti le s pomočjo večjih vlaganjih države za razvoj tega demografsko ogroženega območja.

## V Žetalah so rojeni
- Anton Hajšek (1827 – 1907), duhovnik, rodoljub in izdajatelj Slomškovih spisov
- Jože Topolovec (1934 – 2010), duhovnik, pisatelj (psevdonim Jože Haložan)